# テイクオーバーターゲット
テイクオーバーターゲット (Takeover Target) はオーストラリアの競走馬。主なG1勝利は2004年のサリンジャーステークス、2006年のライトニングステークス、ニューマーケットハンデキャップ、スプリンターズステークス、2007年のドゥームベン10000、2009年TJスミスステークス、グッドウッドハンデキャップ（いずれも10歳の最高齢で優勝）の7勝した。後の国際G1になる2006年のキングズスタンドステークス（ヨーロッパ生まれの競走馬以外で初優勝）、2008年クリスフライヤーインターナショナルスプリント（当時国内G1。シンガポールの国際及び国内G1で最高齢9歳で優勝）の当時国内G1とG2で優勝した。2012年にオーストラリア競馬名誉の殿堂に選定された。
※北半球に位置する日本の競馬では、1月1日から12月31日を1シーズンとするが、南半球に位置するオーストラリアでは8月1日から翌年7月31日までを1シーズンとするため、年齢表記も8月1日で切り替わる。本馬はオーストラリアの競走馬であるので、以下、本稿での年齢表記は同国での表記に従う。よって、1月から7月の年齢については日本での表記と異なり、日本より1歳若い表記となる。

## 来歴

### 2003年/2004年 - 2004年/2005年シーズン
すでに3歳の暮れを迎えていた2003年7月18日にオーストラリア・ニューサウスウェールズ州で行われたセリ市「ウインター・サラブレッド・セール」で、馬主兼調教師のジョセフ・ジャニアック（Joseph Janiak、1947年6月13日 - ）によって1250オーストラリア・ドル（約11万円）の安値で購入された。膝の故障を抱えていたためデビューは4歳の2004年4月と遅かったが、以来7連勝でG1優勝馬に登りつめた。なお、その後は4連敗する。

### 2005年/2006年シーズン
シーズン開始後に2連敗し、前シーズンから合計で6連敗を喫するが、2005年12月のG3競走に6馬身差で勝利すると、2006年グローバル・スプリント・チャレンジ（以下GSC）初戦のライトニングステークス (G1) まで3連勝し、G1競走2勝目を挙げ、オークレイプレートの3着をはさんで、ニューマーケットハンデキャップを制しG1競走3勝目を挙げる。その後は国内では走らず、イギリスに初の国外遠征を行い、GSCの第3戦・キングズスタンドステークス (G2) と第4戦・ゴールデンジュビリーステークス (G1) に中3日で出走し、その20日後にはジュライカップ (G1) にも出走し、それぞれ1着・3着・7着でイギリス遠征を終えた。

### 2006年/2007年シーズン
GSCの総合優勝を目指し、シリーズ第5・6戦が行われる日本に遠征し、初戦となったセントウルステークスで先行してシーイズトウショウの2着になると、スプリンターズステークスではスタートして先頭に立つとそのまま逃げ切り、2着のメイショウボーラーに2馬身2分の1差で勝利し、シリーズ最終戦の香港スプリントを待たず、2006年GSCの総合優勝を決めた。
11万円という破格の安値で購入された本馬はこれまで3億円あまりを稼ぎ、出走を予定していた香港スプリントに勝利した場合、同競走の1着賞金である684万香港ドル（約1億300万円）に加え、GSCのボーナス100万アメリカドル（約1億1700万円）の合計約2億2000万円をさらに獲得することができたが、レース当日の薬物検査で禁止薬物である黄体ホルモン（ステロイドホルモンの一種）が検出されたため、出走取消となった。帰国後は5つのレースで走り、ドゥームベン10000を制した。国内の競馬シーズンが終わるとふたたびイギリスへ遠征し、キングズスタンドステークス (G2) では4着、ゴールデンジュビリーステークス (G1) では2着となった。

### 2007年/2008年シーズン
帰国後は休養し、12月1日のアローフィールドスタッドスプリント、12月22日のレザーシャープクオリティハンデキャップ（準重賞）を連勝、その後ヴィリエステークス (G2) に出走し、2着となった。続く4月26日のTJスミスステークス (G1) では3着に入った。国内のシーズン終了後、ふたたび国外遠征を決行。シンガポールへ遠征し、5月18日のクリスフライヤー国際スプリントを制した。その後イギリスへ遠征し、キングズスタンドステークス (G1) は2着、ゴールデンジュビリーステークス (G1) は4着という結果だった。

### 2008年/2009年シーズン
帰国し、休養したのち11月29日のウインターボトムステークス (G2) に出走、ひさびさの勝利を挙げた。続く12月13日のスカヒルステークス (G3) も勝利した。休養をはさみ、年が明けて4月18日に施行されたTJスミスステークス (G1) に出走。主戦のJ.フォード騎手からN.ローウィラー騎手に乗り替わってのレースとなったが勝利を収め、G1・7勝目を挙げた。続く5月2日のグッドウッドハンデキャップ (G1) では鞍上がフォードに戻って出走、ここでも勝利しG1・8勝目を挙げた。その後シンガポールに遠征して、5月17日のクリスフライヤー国際スプリントに出走したが8着と敗れた。7月10日にはジュライカップに出走するも7着に敗れ、レース後管骨の骨折が判明し、そのまま現役引退となった。なお、2010年に一時復帰が模索されたが、関節が摩耗していたために断念している。

### 引退後
2015年6月20日に事故の為、安楽死処分されたことが報じられた。

### 競走成績
| 出走日     | 競馬場           | 競走名                                       | 格   | 距離    | 着順 | 騎手           | 着差        | 1着（2着）馬           |
| ---------- | ---------------- | -------------------------------------------- | ---- | ------- | ---- | -------------- | ----------- | ---------------------- |
| 2004.04.23 | クインビヤン     | 未勝利                                       |      | 芝1200m | 1着  | J.フォード     | 7馬身       | (Ras Tafari)           |
| 2004.05.06 | ワガワガ         | 一般競走                                     |      | 芝1200m | 1着  | J.フォード     | 7馬身       | (Devour)               |
| 2004.05.19 | ケンジントン     | 一般競走                                     |      | 芝1200m | 1着  | J.フォード     | 3馬身       | (Bibury Court)         |
| 2004.06.05 | ローズヒル       | 一般競走                                     |      | 芝1200m | 1着  | J.フォード     | 6馬身       | (Spinjester)           |
| 2004.06.24 | ゴスフォード     | ペースセッターS                              | 準重 | 芝1200m | 1着  | J.フォード     | 3/4馬身     | (Mustard)              |
| 2004.07.14 | グラフトン       | ラモーニーH                                  | 準重 | 芝1200m | 1着  | J.フォード     | 2馬身       | (Devil)                |
| 2004.10.30 | フレミントン     | サリンジャーS                                | G1   | 芝1200m | 1着  | J.フォード     | 1 1/2馬身   | (Recurring)            |
| 2005.04.30 | ドゥームベン     | ブリスベンターフクラブC                      | G2   | 芝1200m | 4着  | J.フォード     | 2馬身       | Spark of Life          |
| 2005.05.21 | ドゥームベン     | ドゥームベン10000                            | G1   | 芝1350m | 3着  | J.フォード     | クビ        | Red Oog                |
| 2005.06.11 | イーグルファーム | ストラドブロークH                            | G1   | 芝1400m | 10着 | J.フォード     | 3 1/2馬身   | St.Basil               |
| 2005.06.25 | イーグルファーム | カールトンドラフトS                          | G3   | 芝1200m | 2着  | J.フォード     | アタマ      | Poetic Papal           |
| 2005.10.29 | フレミントン     | サリンジャーS                                | G1   | 芝1200m | 4着  | J.フォード     | 5馬身       | Glamour Puss           |
| 2005.11.05 | フレミントン     | エイジクラシック                             | G2   | 芝1200m | 7着  | S.アーノルド   | 10馬身      | Glamour Puss           |
| 2005.12.10 | ドゥームベン     | サマーS                                      | G3   | 芝1200m | 1着  | J.フォード     | 6馬身       | (Picardi Run)          |
| 2005.12.24 | ドゥームベン     | ドゥームベンS                                | 準重 | 芝1350m | 1着  | J.フォード     | 3馬身       | (Impaler)              |
| 2006.02.04 | フレミントン     | ライトニングS                                | G1   | 芝1000m | 1着  | J.フォード     | アタマ      | （God's Own）          |
| 2006.02.25 | コーフィールド   | オークレイプレート                           | G1   | 芝1100m | 3着  | J.フォード     | 4馬身       | Snitzel                |
| 2006.03.11 | フレミントン     | ニューマーケットH                            | G1   | 芝1200m | 1着  | J.フォード     | 1/2馬身     | (Snitzel)              |
| 2006.06.20 | アスコット       | キングススタンドS                            | G2   | 芝5f    | 1着  | J.フォード     | ハナ        | (Benbaun)              |
| 2006.06.24 | アスコット       | ゴールデンジュビリーS                        | G1   | 芝6f    | 3着  | J.フォード     | 2 1/2馬身   | Les Arcs               |
| 2006.07.14 | アスコット       | ジュライC                                    | G1   | 芝6f    | 7着  | J.フォード     | 1 3/4馬身   | Les Arcs               |
| 2006.09.10 | 中京             | セントウルS                                  | G2   | 芝1200m | 2着  | J.フォード     | 0.5秒       | シーイズトウショウ     |
| 2006.10.01 | 中山             | スプリンターズS                              | G1   | 芝1200m | 1着  | J.フォード     | 0.4秒       | （メイショウボーラー） |
| 2007.04.14 | ランドウィック   | オールエイジドS                              | G1   | 芝1400m | 5着  | J.フォード     | 4 1/4馬身   | Bentley Biscuit        |
| 2007.05.12 | ドゥームベン     | BTCカップ                                    | G1   | 芝1200m | 2着  | J.フォード     | 短首        | Bentley Biscuit        |
| 2007.05.26 | ドゥームベン     | ドゥームベン10000                            | G1   | 芝1350m | 1着  | J.フォード     | 1/2馬身     | (Gold Edition)         |
| 2007.06.20 | アスコット       | キングススタンドS                            | G2   | 芝5f    | 4着  | J.フォード     | 2 1/2馬身   | Miss Andretti          |
| 2007.06.24 | アスコット       | ゴールデンジュビリーS                        | G1   | 芝6f    | 2着  | J.フォード     | アタマ      | Soldier's Tale         |
| 2007.12.01 | ランドウィック   | アローフィールドスタッドスプリント           |      | 芝1200m | 1着  | J.フォード     | アタマ      | (Dance Hero)           |
| 2007.12.22 | ランドウィック   | レザーシャープクオリティ                     | 準重 | 芝1200m | 1着  | J.フォード     | ハナ        | (Alverta)              |
| 2008.01.05 | ランドウィック   | ヴィリエS                                    | G2   | 芝1200m | 2着  | J.フォード     | 1位入選降着 | Honor in War           |
| 2008.04.26 | ランドウィック   | TJスミスS                                    | G1   | 芝1200m | 3着  | J.フォード     | 2 3/4馬身   | Apache Cat             |
| 2008.05.18 | クランジ         | クリスフライヤーインターナショナルスプリント |      | 芝1200m | 1着  | J.フォード     | 1/2馬身     | (Magnus)               |
| 2008.06.21 | アスコット       | キングススタンドS                            | G1   | 芝5f    | 2着  | J.フォード     | 1/2馬身     | Equiano                |
| 2008.06.24 | アスコット       | ゴールデンジュビリーS                        | G1   | 芝6f    | 4着  | J.フォード     | 4 1/4馬身   | Kingsgate Native       |
| 2008.11.29 | 豪アスコット     | ウィンターボトムS                            | G2   | 芝1200  | 1着  | J.フォード     | ハナ        | (Apache Cat)           |
| 2008.12.13 | 豪アスコット     | スカヒルS                                    | G3   | 芝1400m | 1着  | J.フォード     | 3 3/4馬身   | (Tarzi)                |
| 2009.04.18 | ランドウィック   | TJスミスS                                    | G1   | 芝1200m | 1着  | N.ローウィラー | 2 3/4馬身   | (Northern Meteor)      |
| 2009.05.02 | モーフェットビル | グッドウッドH                                | G1   | 芝1200m | 1着  | J.フォード     | 1馬身       | (I am Invincible)      |
| 2009.05.17 | クランジ         | クリスフライヤーインターナショナルスプリント |      | 芝1200m | 8着  | J.フォード     |             | Sacred Kingdom         |
| 2009.07.10 | アスコット       | ジュライC                                    | G1   | 芝6f    | 7着  | J.フォード     |             | Fleeting Spirit        |

## エピソード
本馬を管理するジョセフ・ジャニアックは調教師ながらタクシードライバーでもあった。オーストラリアでは、専業調教師として生活できるのはごく一部の人間だけであり、ほとんどの場合ほかの職業と兼業するのが普通である。ジャニアックも例外ではなく、一時期は朝はパン屋、昼は馬の調教、夜はタクシードライバーとして生活するほど苦しく、調教師を辞めることすら考えたほどである。しかしテイクオーバーターゲットの賞金で、馬を厩舎に10頭所有できるほどになった。ジャニアックは「テイクが人生を変えてくれた」と語っている。

## 血統表
| テイクオーバーターゲットの血統（ミスタープロスペクター系／アウトブリード） | テイクオーバーターゲットの血統（ミスタープロスペクター系／アウトブリード） | テイクオーバーターゲットの血統（ミスタープロスペクター系／アウトブリード） | （血統表の出典）       | （血統表の出典）      |
| 父 Celtic Swing 1992 黒鹿毛 イギリス                                       | 父の父*ダミスター Damister 1982 黒鹿毛 アメリカ                            | Mr. Prospector                                                             | Raise a Native         | Raise a Native        |
| 父 Celtic Swing 1992 黒鹿毛 イギリス                                       | 父の父*ダミスター Damister 1982 黒鹿毛 アメリカ                            | Mr. Prospector                                                             | Gold Digger            |                       |
| 父 Celtic Swing 1992 黒鹿毛 イギリス                                       | 父の父*ダミスター Damister 1982 黒鹿毛 アメリカ                            | Batucada                                                                   | Roman Line             | Roman Line            |
| 父 Celtic Swing 1992 黒鹿毛 イギリス                                       | 父の父*ダミスター Damister 1982 黒鹿毛 アメリカ                            | Batucada                                                                   | Whistle a Tune         |                       |
| 父 Celtic Swing 1992 黒鹿毛 イギリス                                       | 父の母Celtic Ring 1984 鹿毛 イギリス                                       | Welsh Pageant                                                              | Tudor Melody           | Tudor Melody          |
| 父 Celtic Swing 1992 黒鹿毛 イギリス                                       | 父の母Celtic Ring 1984 鹿毛 イギリス                                       | Welsh Pageant                                                              | Picture Light          |                       |
| 父 Celtic Swing 1992 黒鹿毛 イギリス                                       | 父の母Celtic Ring 1984 鹿毛 イギリス                                       | Pencuik Jewel                                                              | Petingo                | Petingo               |
| 父 Celtic Swing 1992 黒鹿毛 イギリス                                       | 父の母Celtic Ring 1984 鹿毛 イギリス                                       | Pencuik Jewel                                                              | Fotheringay            |                       |
| 母 Shady Stream 1994 栗毛 オーストラリア                                   | 母の父Archregent 1981 鹿毛 カナダ                                          | Vice Regent                                                                | Northern Dancer        | Northern Dancer       |
| 母 Shady Stream 1994 栗毛 オーストラリア                                   | 母の父Archregent 1981 鹿毛 カナダ                                          | Vice Regent                                                                | Victoria Regina        |                       |
| 母 Shady Stream 1994 栗毛 オーストラリア                                   | 母の父Archregent 1981 鹿毛 カナダ                                          | Respond                                                                    | *カナディアンチャンプ  | *カナディアンチャンプ |
| 母 Shady Stream 1994 栗毛 オーストラリア                                   | 母の父Archregent 1981 鹿毛 カナダ                                          | Respond                                                                    | Reply                  |                       |
| 母 Shady Stream 1994 栗毛 オーストラリア                                   | 母の母Merry Shade 1989 芦毛 オーストラリア                                 | Spectacular Spy                                                            | Spectacular Bid        | Spectacular Bid       |
| 母 Shady Stream 1994 栗毛 オーストラリア                                   | 母の母Merry Shade 1989 芦毛 オーストラリア                                 | Spectacular Spy                                                            | Lassie Dear            |                       |
| 母 Shady Stream 1994 栗毛 オーストラリア                                   | 母の母Merry Shade 1989 芦毛 オーストラリア                                 | Parasol                                                                    | Sostenuto              | Sostenuto             |
| 母 Shady Stream 1994 栗毛 オーストラリア                                   | 母の母Merry Shade 1989 芦毛 オーストラリア                                 | Parasol                                                                    | Mary Poppins F-No.22-b |                       |

父・セルティックスウィング（Celtic Swing、おもな勝ち鞍：1995年ジョッケクルブ賞）の父であるダミスターは、2001年スプリンターズステークスを制したトロットスターを輩出している。